# Agrostis koreana
Agrostis koreana é uma espécie de gramínea do gênero Agrostis, pertencente à família Poaceae.